# Colima (delstat)
Colima är en av Mexikos delstater och är belägen i västra delen av landet, vid Stilla havets kust.
Det finns olika etymologiska förklaringar till namnet, det troligaste är att ursprunget är nahuatls Acolman, med betydelse flodkrök. Delstaten har cirka 650 000 invånare på en yta av 5 629 km², vilket gör den till en av de minsta delstaterna i landet både befolknings- och ytmässigt. Administrativ huvudort är staden Colima. Andra stora städer är Ciudad de Villa de Álvarez, Manzanillo och Tecomán.

## Geografi
I norra Colima, vid gränsen mot delstaterna Jalisco och Michoacán de Ocampo, ligger den aktiva vulkanen Volcán de fuego. Till delstaten hör även Revillagigedoöarna som ligger cirka 400 kilometer söder om kusten.

## Administrativ indelning
Delstaten är indelad i tio kommuner:
- Armería
- Colima
- Comala
- Coquimatlán
- Cuauhtémoc
- Ixtlahuacán
- Manzanillo
- Minatitlán
- Tecomán
- Villa de Álvarez